# ام الحصن (ساة)

تعديل مصدري - تعديل

ام الحصن هي إحدى قرى عزلة ساه بمديرية ساة التابعة لمحافظة حضرموت، بلغ تعداد سكانها 37 نسمة حسب تعداد اليمن لعام 2004.